# دبستان ۱۵ خرداد
دبستان ۱۵ خرداد مربوط به دوره پهلوی اول است و در آبادان، خیابان دبستان، پشت دادگستری واقع شده و این اثر در تاریخ ۹ اردیبهشت ۱۳۸۲ با شمارهٔ ثبت ۸۳۵۸ به‌ عنوان یکی از آثار ملی ایران به ثبت رسیده است.